# Les Musiciens de Brême (film, 1969)
Pour les articles homonymes, voir Les Musiciens de Brême (homonymie).
Pour plus de détails, voir Fiche technique et Distribution.
Les Musiciens de Brême (Бременские музыканты, Bremenskie mouzykanty) est un film d'animation soviétique réalisé par Inessa Alekseïevna Kovalevskaïa (ru), sorti en 1969.

## Synopsis

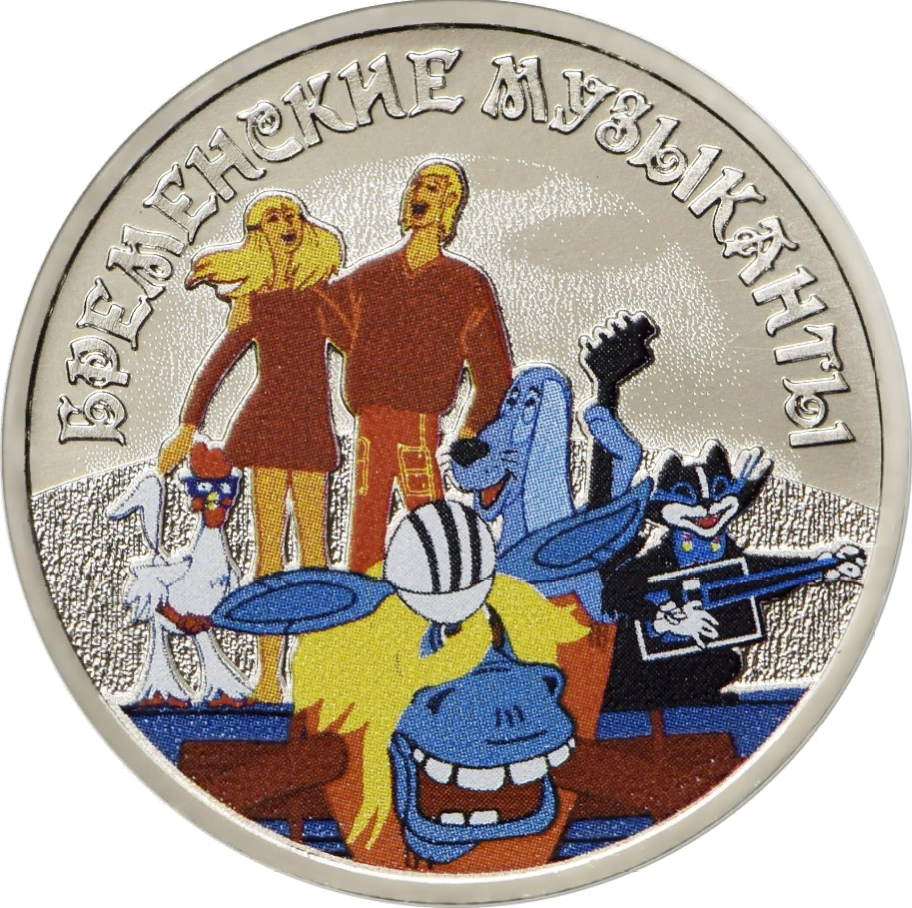
Pièce de 25 roubles (édition 2019) représentant les Musiciens de Brême.

## Fiche technique
- Titre : Les Musiciens de Brême[1]
- Titre original : Бременские музыканты (Bremenskie mouzykanty)
- Réalisation : Inessa Alekseïevna Kovalevskaïa (ru)
- Scénario : Youri Entine, Vassili Livanov
- Musique : Guennadi Gladkov
- Pays d'origine : URSS
- Format : Couleurs - 35 mm - Mono
- Genre : conte merveilleux
- Durée : 20 minutes
- Date de sortie : 1969

## Distribution

### Voix originales
- Emnira Jerzdeva : Printsessa
- Oleg Anofriev : Troubadour/Atamancha/Korol
- Anatoli Gorokhov : Kot/Petoukh/Osiol/Pios